# Ząbkowice Śląskie (district)

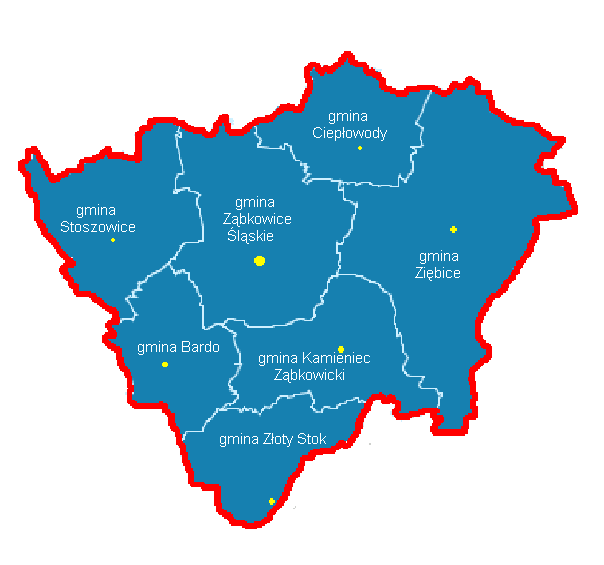
Ząbkowice Śląskie

Ząbkowice Śląskie (powiat ząbkowicki) is een Pools district (powiat) in de woiwodschap Neder-Silezië. Het district heeft een oppervlakte van 801,75 km² en telt 67458 inwoners (2014).

## Gemeenten
Het district omvat 7 gemeenten. Hiervan zijn er vier stads- en landgemeenten, en drie landgemeenten.

Stads- en landgemeenten:
- Bardo (Wartha)
- Ząbkowice Śląskie (Frankenstein)
- Ziębice (Münsterberg in Schlesien)
- Złoty Stok (Reichenstein)

Landgemeenten:
- Ciepłowody (Tepliwoda, 1936-45: Lauenbrunn)
- Kamieniec Ząbkowicki (Kamenz)
- Stoszowice (Peterwitz)

Stadsdistricten:
Wrocław · Jelenia Góra · Legnica · Wałbrzych

Districten:
Bolesławiec · Dzierżoniów · Głogów · Góra · Jawor · Kamienna Góra · Karkonosze · Kłodzko · Legnica · Lubań · Lubin · Lwówek Śląski · Milicz · Oleśnica · Oława · Polkowice · Środa Śląska · Strzelin · Świdnica · Trzebnica · Wałbrzych · Wołów · Wrocław · Ząbkowice Śląskie · Zgorzelec · Złotoryja

Grootste steden:
Bielawa · Bolesławiec · Dzierżoniów · Głogów · Jelenia Góra · Legnica · Lubin · Oleśnica · Świdnica · Wałbrzych · Wrocław · Zgorzelec